# 1974年の読売ジャイアンツ
1974年の読売ジャイアンツでは、1974年の読売ジャイアンツにおける動向をまとめる。
この年の読売ジャイアンツは、川上哲治監督の14年目のシーズンであり、中日にV10を阻止されたシーズンである。中日がリーグ優勝を決めた日に、長嶋茂雄が引退を表明した。

## 概要
前人未到の10連覇を目指した巨人だが序盤はなかなか貯金を作れず、中日と阪神の首位争いに加われず、6月までは辛うじて5割を上回る状況が続いた。7月に入っても調子が上がらず、4連敗で貯金ゼロになった翌日の7月9日には川上監督が生涯唯一の退場処分になるなど苦戦が続いた。投手陣では前年23勝の左のエース高橋一三が前半戦最終戦の7月17日にやっと初勝利を挙げる大不振、一方打撃陣では長嶋茂雄が前年終盤に右手を負傷した影響からか打率.230前後の状態が続き、6月下旬からはクリーンアップから外れて1番を打つことが多くなった。8月になって10連勝でようやく首位に立つが、同じ頃中日も6連勝で巨人をぴったりマーク。9月上旬に4連敗を喫して7連勝の中日に首位の座を明け渡した巨人は、さらに中旬にも4連敗を喫し、中日との差が開いていった。10月になって6連勝で必死に追いすがった巨人だが、中日も5連勝で差が縮まらず、全球団に勝ち越したもののついに10月12日に中日の優勝が決定。投手陣は高橋の不振を堀内恒夫、関本四十四、小林繁がカバーし、ローテの谷間を新浦壽夫・玉井信博が埋め、救援陣では小川邦和・倉田誠が控えるなどチーム防御率が3.05で、優勝の中日を上回った。打撃陣でも長嶋の不振を4番の王貞治が埋め、代打では柳田俊郎、萩原康弘の2枚看板に加えて淡口憲治が台頭した。優勝決定から1時間半後に長嶋は引退を表明、11月21日には川上の監督勇退と長嶋の監督就任が発表され、波乱の第1次長嶋政権時代が幕を開けた。

## チーム成績

### レギュラーシーズン
| 1 | 中 | 柴田勲   |
| 2 | 遊 | 上田武司 |
| 3 | 一 | 王貞治   |
| 4 | 三 | 長嶋茂雄 |
| 5 | 右 | 末次利光 |
| 6 | 左 | 高田繁   |
| 7 | 二 | 土井正三 |
| 8 | 捕 | 吉田孝司 |
| 9 | 投 | 高橋一三 |

| 順位 | 4月終了時 | 4月終了時 | 5月終了時 | 5月終了時 | 6月終了時 | 6月終了時 | 7月終了時 | 7月終了時 | 8月終了時 | 8月終了時 | 9月終了時 | 9月終了時 | 最終成績 | 最終成績 |
| ---- | --------- | --------- | --------- | --------- | --------- | --------- | --------- | --------- | --------- | --------- | --------- | --------- | -------- | -------- |
| 1位  | 中日      | --        | 巨人      | --        | 阪神      | --        | 阪神      | --        | 巨人      | --        | 中日      | --        | 中日     | --       |
| 2位  | 阪神      | 3.0       | 阪神      | 0.5       | 中日      | 3.5       | 巨人      | 2.0       | 中日      | 2.0       | 巨人      | 3.0       | 巨人     | 0.0      |
| 3位  | 巨人      | 4.0       | 中日      | 2.0       | 巨人      | 4.5       | 中日      | 2.0       | 阪神      | 4.0       | 阪神      | 10.5      | ヤクルト | 12.0     |
| 4位  | 大洋      | 5.0       | 広島      | 5.0       | 大洋      | 6.5       | 大洋      | 6.5       | ヤクルト  | 10.5      | ヤクルト  | 13.0      | 阪神     | 14.0     |
| 5位  | 広島      | 6.0       | 大洋      | 6.5       | 広島      | 7.5       | 広島      | 9.5       | 大洋      | 13.5      | 大洋      | 14.0      | 大洋     | 17.5     |
| 6位  | ヤクルト  | 6.0       | ヤクルト  | 7.0       | ヤクルト  | 11.0      | ヤクルト  | 9.5       | 広島      | 15.0      | 広島      | 16.5      | 広島     | 19.5     |

| 順位 | 球団               | 勝 | 敗 | 分 | 勝率 | 差   |
| 1位  | 中日ドラゴンズ     | 70 | 49 | 11 | .588 | 優勝 |
| 2位  | 読売ジャイアンツ   | 71 | 50 | 9  | .587 | 0.0  |
| 3位  | ヤクルトスワローズ | 60 | 63 | 7  | .488 | 12.0 |
| 4位  | 阪神タイガース     | 57 | 64 | 9  | .471 | 14.0 |
| 5位  | 大洋ホエールズ     | 55 | 69 | 6  | .444 | 17.5 |
| 6位  | 広島東洋カープ     | 54 | 72 | 4  | .429 | 19.5 |

## オールスターゲーム1974
- 選出選手及びスタッフ

| ポジション | 名前       | 選出回数 |
| ---------- | ---------- | -------- |
| 監督       | 川上哲治   |          |
| 投手       | 堀内恒夫   | 8        |
| 投手       | 関本四十四 | 初       |
| 一塁手     | 王貞治     | 15       |
| 三塁手     | 長嶋茂雄   | 17       |
| 外野手     | 末次利光   | 3        |
| 外野手     | 柴田勲     | 10       |

- 太字はファン投票による選出。

## できごと
- 4月20日 - 後楽園球場での対中日戦、8回裏の巨人の攻撃中、突然全裸の男性がグラウンドに飛び出す事件が起きる（ストリーキング事件）。
- 4月23日 - 王貞治が後楽園球場での対ヤクルト4回戦の8回裏に三振に倒れ、プロ通算1000三振を記録[4]。
- 6月29日 - 王貞治が後楽園球場での対ヤクルト13回戦に出場し、プロ通算2000試合出場を達成[5]。
- 7月9日 - 監督・川上哲治が対大洋ホエールズ戦（川崎）で審判・平光清への暴力行為があったとして、自身初の退場処分を受ける。巨人の監督が退場処分を受けたのは、1956年7月31日の甲子園球場で行われた対阪神16回戦で水原円裕監督が審判に暴力行為で退場処分を受けて以来[6]。
- 7月15日 - 王貞治がNPB新記録の13満塁本塁打を記録。
- 10月4日 - 王貞治がセ・リーグタイ記録の1試合5敬遠四球。
- 10月12日
  - 中日ドラゴンズが中日球場での大洋とのダブルヘッダーに連勝しリーグ優勝を決めた[7]ため、V10の可能性は消滅。連続優勝記録は9で途切れた。
  - 長嶋茂雄が神宮球場でのヤクルト対巨人戦の試合後に記者会見し、現役引退を表明[8]。
- 10月14日 - 長嶋茂雄が後楽園球場の対中日戦ダブルヘッダーの第2試合終了後に引退セレモニーを行う[9]。
- 10月15日 - セ・リーグの全日程が終了し、王貞治が2年連続で三冠王決める[10]。
- 10月19日 - 作戦コーチ・牧野茂が全日程終了後にメジャーリーグ・メッツを招いて行われる日米野球を最後に退団することが発表される。
- 11月5日 - 川上哲治が監督勇退後に巨人の球団専務として残留することが発表される。
- 11月20日 - 川上哲治が静岡県・草薙球場で行われた日米野球最終戦後に記者会見し、監督を勇退する旨を正式に表明した[11]。
- 11月21日
  - 後楽園球場にて川上哲治が監督を勇退し、長嶋茂雄が新監督に就任することが記者会見で発表された[12]。
  - 投手コーチ・藤田元司の退団と同コーチ・木戸美摸、中尾碩志の退任及びスカウト転向が発表される。
- 11月30日 - 黒江透修が今シーズン限りで現役を引退し、翌シーズンより一軍守備・走塁コーチ補佐へ就任することが発表された。
- 12月2日 - 森昌彦が東京・大手町の球団事務所を訪れオーナーの正力亨に対しに退団を申し入れ了承される[13][14]。
- 12月18日 - 菅原勝矢が球団に対し現役引退を申し入れる[15]。
- 12月23日 - 新年用写真撮影が後楽園球場で行われ、書体がサンフランシスコ・ジャイアンツと同タイプのものに変更された新ユニフォームがお披露目された。

## 表彰選手
| リーグ・リーダー | リーグ・リーダー    | リーグ・リーダー | リーグ・リーダー |
| 選手名           | タイトル            | 成績             | 回数             |
| ---------------- | ------------------- | ---------------- | ---------------- |
| 王貞治           | 最優秀選手          |                  | 2年連続7度目     |
| 王貞治           | 首位打者            | .332             | 2年連続5度目     |
| 王貞治           | 本塁打王            | 49本             | 13年連続13度目   |
| 王貞治           | 打点王              | 107打点          | 4年連続9度目     |
| 王貞治           | 最多出塁数          | 294個            | 8年連続8度目     |
| 王貞治           | 2年連続の三冠王達成 |                  |                  |
| 関本四十四       | 最優秀防御率        | 2.28             | 初受賞           |

| ベストナイン         | ベストナイン | ベストナイン   |
| 選手名               | ポジション   | 回数           |
| -------------------- | ------------ | -------------- |
| 堀内恒夫             | 投手         | 2年ぶり2度目   |
| 王貞治               | 一塁手       | 13年連続13度目 |
| 長嶋茂雄             | 三塁手       | 17年連続17度目 |
| 末次利光             | 外野手       | 初受賞         |
| ダイヤモンドグラブ賞 |              |                |
| 選手名               | ポジション   | 回数           |
| 堀内恒夫             | 投手         | 3年連続3度目   |
| 王貞治               | 一塁手       | 3年連続3度目   |
| 柴田勲               | 外野手       | 3年連続3度目   |
| 高田繁               | 外野手       | 3年連続3度目   |

## ドラフト
| 順位 | 選手名   | ポジション | 所属             | 結果 |
| ---- | -------- | ---------- | ---------------- | ---- |
| 1位  | 定岡正二 | 投手       | 鹿児島実業高     | 入団 |
| 2位  | 中山俊之 | 投手       | 大昭和製紙北海道 | 入団 |
| 3位  | 倉骨道広 | 捕手       | 東京農業大学     | 入団 |
| 4位  | 塩月勝義 | 投手       | 協和発酵         | 入団 |
| 5位  | 大本則夫 | 投手       | 電電四国         | 入団 |
| 6位  | 岡昭彦   | 内野手     | 春日部工業高     | 入団 |